# Valea Moșneagului
Valea Moșneagului – wieś w Rumunii, w okręgu Bacău, w gminie Lipova. W 2011 roku liczyła 27 mieszkańców.